# Vitantonio Lozupone
Vitantonio Lozupone (Bari, 1912 – Bari, 1999) è stato un ingegnere e politico italiano.

## Biografia
Fondatore della Democrazia Cristiana in Terra di Bari, fu Sindaco di Giovinazzo dal 1946 al 1954, Presidente della Provincia di Bari dal 1956 al 1962 e Sindaco di Bari dal 1962 al 1964.